# Subgulina talitzkii
Subgulina talitzkii là một loài côn trùng trong họ Myrmeleontidae thuộc bộ Neuroptera. Loài này được Luppova miêu tả năm 1979.